# Cerdistus novus
Cerdistus novus är en tvåvingeart som beskrevs av Pavel Lehr 1995. Cerdistus novus ingår i släktet Cerdistus och familjen rovflugor.
Artens utbredningsområde är Bulgarien. Inga underarter finns listade i Catalogue of Life.